# Останній дотик
Останній дотик (англ. The Finishing Touch) — американський трилер 1992 року.

## Сюжет
Населення Лос-Анджелеса в черговий раз потерпає від нападів маніяка, який вбиває тільки дуже красивих жінок. І свої злочини він знімає на кіноплівку. Детектив Сем Стоун розслідує убийства, а його колишня дружина, також поліцейський, працює під прикриттям, щоб знайти вбивцю. Сем виходить на слід маніяка. А на слід колишньої дружини детектива виходить маніяк.

## У ролях
- Майкл Нейдер — Сем Стоун
- Шеллі Хек — Ханна
- Арнольд Вослу — Мікаель Гант
- Арт Еванс — лейтенант Морман
- Кларк Джонсон — детектив Гілліам
- Тед Реймі — детектив Арнольд
- Джон Маріано — Нік Сорвіно
- Говард Шенгроу — Марті
- Андре Розі Браун — Джейс
- Ненсі Янгблат — Данліві
- Сьюзан Хеліс — Серін Фокс
- Еліс Ло — перекладач
- Талун Сю — китайський хлопчик
- Джо Гарсіа — коронер
- Делія Голдсон — модель Сорвіно
- Брайан Джей — Арт-дилер
- Денні Вонг — японець
- Джоана Вансіо — повія
- Стейсі Белл — Лана Вендросс
- Бет Віндсор — співмешканка Лани